# Národní park Ao Phang Nga
Národní park Ao Phang Nga Thai se nachází v provincii Phang Nga v jižním Thajsku. Zahrnuje pobřežní části okresu Mueang Phang Nga a okresu Takua Thung. Většinu parku tvoří oblast Malacké úžiny posetá četnými krasovými ostrovy s vápencovými věžemi zvanými mogoty. Nejznámější z těchto ostrovů je Khao Phing Kan, populárně nazývaný „Ostrov Jamese Bonda“, protože zde byl natáčen film s Jamesem Bondem Muž se zlatou zbraní.
Dramatický vzhled ostrovů s jejich strmými kopci učinil z oblasti oblíbenou turistickou atrakci. V parku se nachází rozsáhlý mangrovový les, jeden z mála, který v Thajsku zbývá.

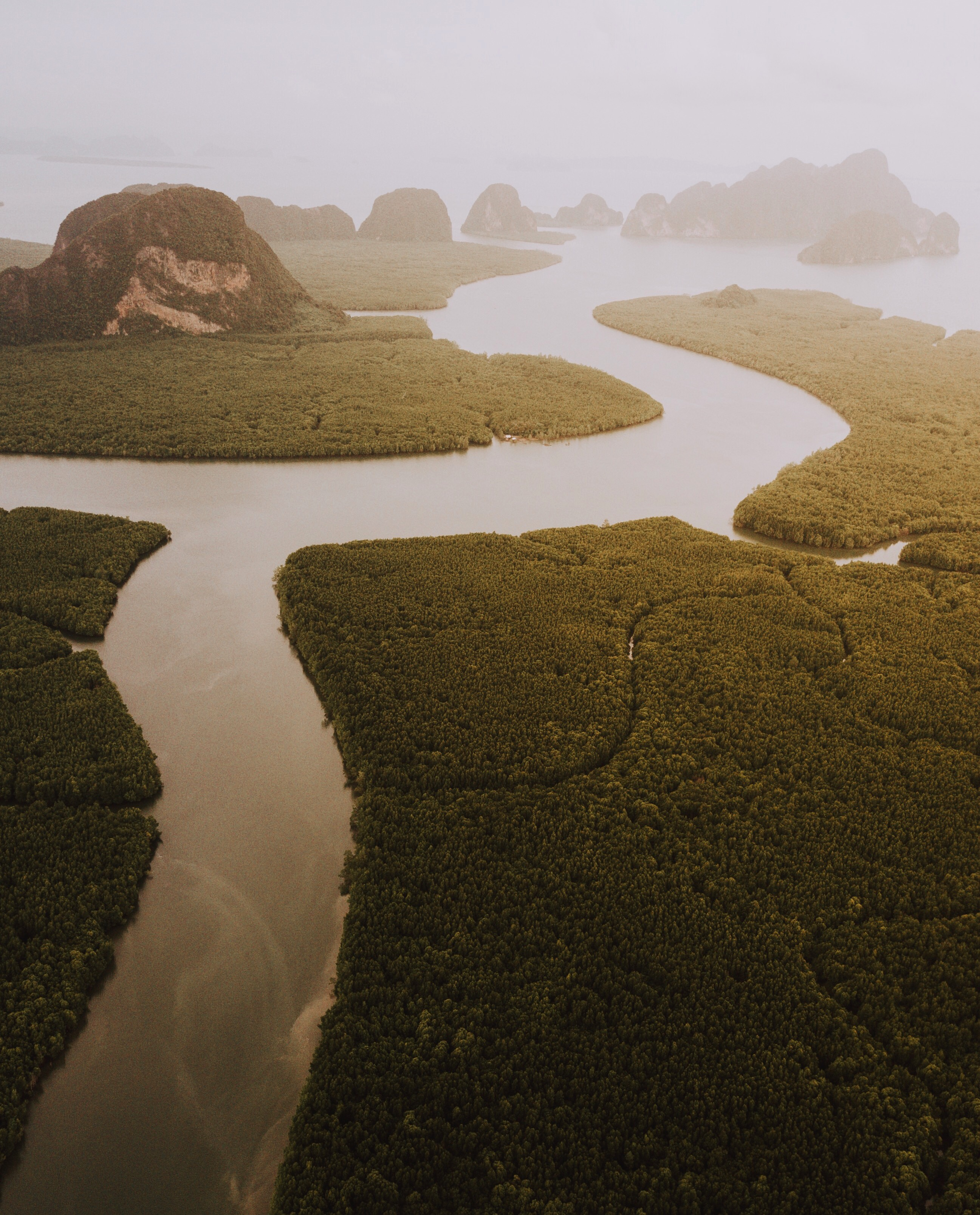
Řeky a mangrovové lesy při západu slunce

## Dějiny

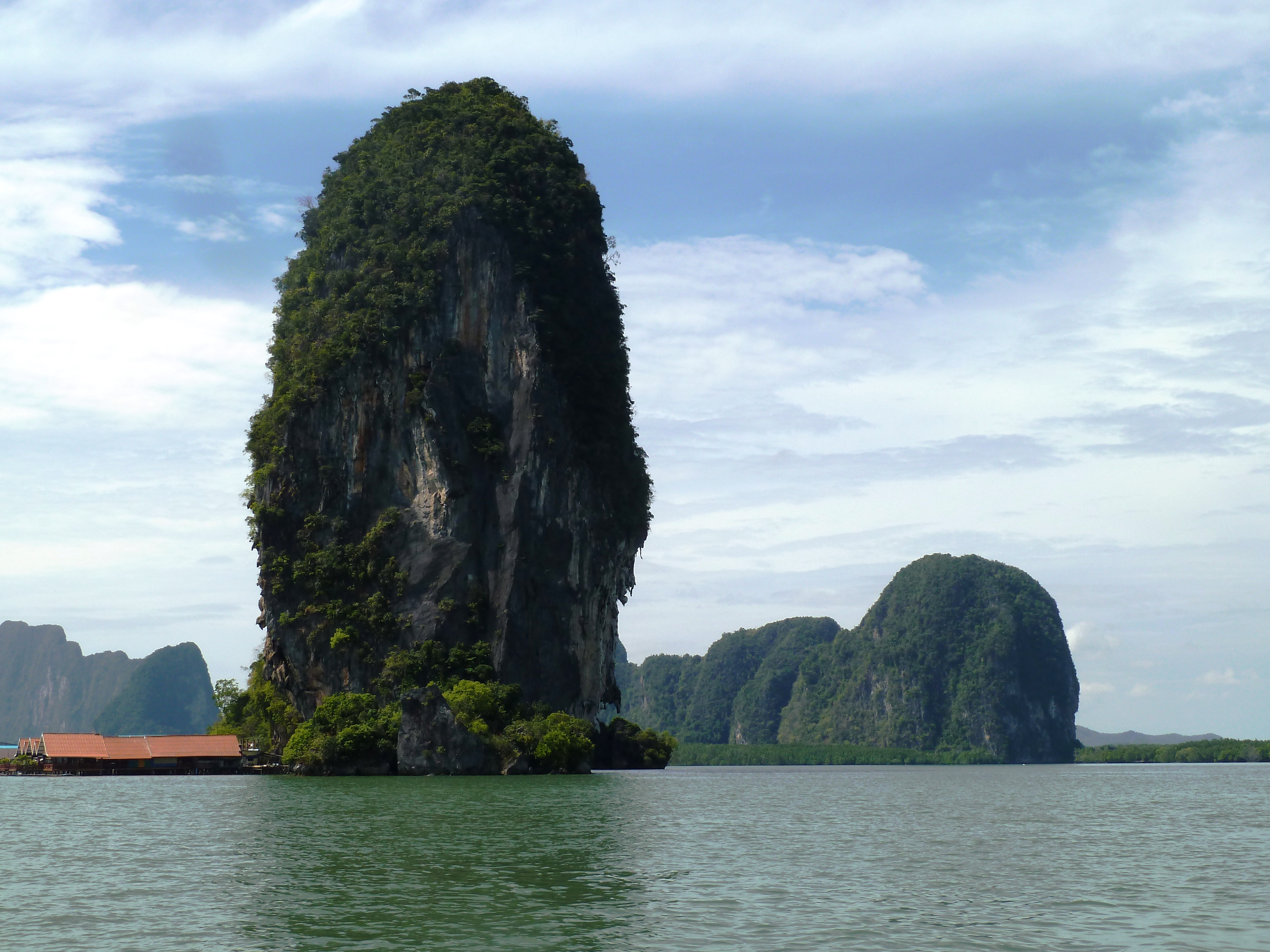
Vápencová věž

Park byl ustanoven královským výnosem, který byl zveřejněn v Královském věstníku 29. dubna 1981.

## Životní prostředí
Negativní účinky masové turistiky na park přiměly cestovní kancelář Fodor's Travel, aby ho zařadila do tzv. „No Listu“ pro rok 2018. To znamená, že park nedoporučují k návštěvě, aby mohl zregenerovat a odpočinout si od turistů.

## Geologie
Podle své struktury a geomorfologie se jedná o pohoří, které vzniklo přibližně mezi obdobím křídy a počátkem třetihor, přibližně před 136 – 36 miliony let. Je to také výsledek strukturálních změn, zvaných „Zlom Khlong Marui“ a „Zlom Phang Nga.“ Existují také sedimentární horniny a metamorfované hory rozptýlené v řadě, zejména ve vápencových horách. V důsledku této změny v přírodním prostředí vzniká mnoho otvorů nebo jeskyní.
Prehistorické důkazy o výskytu lidí byly objeveny v roce 1987 v Khao Tao v národním parku Phang Nga Bay objevem lidských pohřebišť. Studiem fosilií lastur v jeskyních a skalách na ostrovech v zátoce Phang Nga bylo zjištěno, že během období pleistocénu a raného holocénu, zhruba před 11 000 lety, během doby ledové, hladiny moří výrazně poklesly. Skalnaté hory, které jsou dnes ostrovy, jsou většinou na vysočině. Asi před 7 500 – 8 500 lety hladina moře postupně stoupala, až byla přibližně 4,5 metru nad současným stavem. Asi před 4 000 – 5 000 lety hladiny moří střídavě stoupaly a klesaly. Před 2 700 – 3 700 lety byla hladina moře relativně stabilní, ale byla o 1,5 a 2,5 metru vyšší než v současnosti. Asi před 1 500 lety byla hladina moře o 1,5 metru vyšší než v současnosti.

## Flóra a fauna
Uvnitř parku Ao Phang-nga je jeden z největších a nejlépe zachovalých mangrovových lesů v Thajsku.
Mangrovový les má v pobřežním ekosystému důležité funkce, například tvoří přirozenou bouřkovou bariéru a je živnou půdou pro mořské živočichy.
Mezi běžné druhy rostlin v mangrovových lesích patří Rhizophora apiculata, Rhizophora mucronata, Avicennia alba, Kolíkovník lékařský Avicennia officinalis, Bruguiera cylindrica, Bruguiera parviflora a Lončatník guyanský, známý pod názvem strom dělových koulí Xylocarpus granatum a Xylocarpus moluccensis. Uvnitř ostrovů roste tropický deštný prales s druhy jako Hopea ferrea, hrachová rostlina Parkia timoriana a Acacia catechu, moruše Artocarpus lacucha, Clusia strom Garcinia cowa a Morinda coreia a na vápnitější půdě Colocasia gigantea, Pandanus monotheca a Cycas ingas .
Při inventarizaci v roce 1991 se zjistilo 206 živočišným druhů, a to na 17 druhů savců, 88 druhů ptáků, 18 druhů plazů, 3 obojživelníci, 24 druhů ryb a 45 dalších mořských živočichů.
Gibon velký a serau, kteří dříve v této oblasti žili, již zde vyhynuli.
Mezi ohrožené druhy savců v národním parku patří vydra hladkosrstá, různé druhy opic a makak krabí (jávský).
Dále zde najdete tyto ptáky: Luňák brahmínský, volavka pobřežní, orel bělobřichý, mnoho druhů ledňáčků, asijský slukovec a salangana ostrovní.
Dále zde žijí tito plazi a obojživelníci: bojga stromová, létavkovití a žáby, které přežijí i ve slané vodě.